# Guinea Pig 2 : Flowers of Flesh and Blood
 (juin 2020).
Si vous disposez d'ouvrages ou d'articles de référence ou si vous connaissez des sites web de qualité traitant du thème abordé ici, merci de compléter l'article en donnant les références utiles à sa vérifiabilité et en les liant à la section « Notes et références ».
Pour plus de détails, voir Fiche technique et Distribution.
Flowers of Flesh and Blood  est un film japonais réalisé par Hideshi Hino.

## Synopsis
Une jeune femme marche dans la rue. Un homme la suit, l’assaille et l’endort à l’aide de chloroforme. Lorsqu’elle reprend ses esprits, elle est attachée sur un vieux lit dans une pièce lugubre. Un homme au teint blafard portant un casque de samouraï apparaît soudain hors de l’ombre...

## Commentaire
Dérangeant quoique culte, le film utilise un scénario minimaliste qui choque par sa violence crue. Il propose ni plus ni moins d'assister à la mort par démembrement d'une jeune femme, sans fard et en ne suggérant jamais aucune torture. Tout y est bel et bien filmé sans détours.

## Légendes urbaines et rumeurs
En 1985, le réalisateur Hideshi Hino reçut un jour, dit-on, un paquet envoyé par l’un de ses fans ; il contenait un film en 8 mm, cinquante-quatre photographies et une lettre de dix-neuf pages. Cette lettre parlait d’un crime atroce, en en expliquant les moindres détails de la manière la plus morbide qui fut… Après avoir visionné le film, Hino décida d’aller voir la police, leur fournissant les preuves qu’il avait reçu. Le film en lui-même montrait un homme portant un casque de samouraï qui y droguait une femme, puis la démembrait tout en expliquant à la caméra que ce qu’il faisait là était beau.
Mais aucune preuve de cela n'a pu être apportée à ce jour.
Pour exorciser cette vision atroce, Hideshi Hino réalisa une suite au premier Guinea Pig. Véritable expérience cinématographique, unique en son genre, adulé par certains, détesté par d'autres, Chiniku no Hana s’attache à dépeindre la vision d’un homme à la recherche de la perfection, enfermé dans une solitude de névropathe, qui conçoit le meurtre le plus horrible comme un acte de création mêlé à un acte amoureux.
L’acteur américain Charlie Sheen tomba sur ce film et y crut tellement qu’il envoya une copie au FBI. Celui‑ci mena une enquête, qui fut rapidement abandonnée lorsqu'il fut démontré qu'il ne s'agissait pas d'un meurtre véridique, mais bel et bien d'un film d'horreur incroyablement réaliste.